# Frank Pearce
Frank Pearce, właśc. Frank Pearce Junior – amerykański projektant gier komputerowych i przedsiębiorca, jeden z trzech współzałożycieli (obok Allena Adhama i Michaela Morhaime'a) w roku 1991 firmy produkującej gry komputerowe Silicon & Synapse, później przemianowanej na Blizzard Entertainment. Pełni w niej funkcję wiceprezesa i producenta wykonawczego.

## Życiorys
W 1990 roku Pearce uzyskał Bachelor's degree na UCLA w dziedzinie informatyki i inżynierii.
W spółce Blizzard Entertainment Frank Pearce jako wiceprezes ds. rozwoju produktów, odgrywa kluczową rolę w tworzeniu wszystkich tytułów tej firmy. Wymaga to od niego koordynacji pracy wielu zespołów w celu zapewnienia, że każdy z projektów zachowuje taką samą jakość, jak wszystkie gry Blizzarda.
Ze względu na to, że jest jednym z założycieli Blizzarda, Pearce jest głęboko zaangażowany w projekty firmy. Wcześniej pracował nad różnymi licencjonowanymi produktami, m.in. nad The Lost Vikings, Blackthorne, Justice League Task Force (gry na platformę Amiga); Lost Vikings II na Super Nintendo Entertainment System oraz takimi tytułami jak Warcraft II: Tides of Darkness, Diablo, StarCraft, StarCraft: Brood War oraz Diablo II na komputery osobiste. Później uczestniczył również w procesie rozwoju gier Warcraft III: Reign of Chaos i Warcraft III: The Frozen Throne.
Przede wszystkim jednak Pearce bierze aktywny udział w ciągłym rozwoju gry World of Warcraft, gdzie jest obecny jako producent wykonawczy. Początkowo nadzorował powstawanie dodatku o nazwie The Burning Crusade. Następnie koordynował rozwój długo oczekiwanej gry StarCraft II oraz drugiego i trzeciego dodatku do World of Warcraft – Wrath of the Lich King i Cataclysm. Następnie pracował nad trzecią częścią Diablo, która sprzedała się w 10 milionach egzemplarzy. Pracował również nad platformą Battle.net.

## Lista gier przy których pracował[1]
- The Lost Vikings (1992)
- Warcraft: Orcs & Humans (1994)
- The Death and Return of Superman (1994)
- Blackthorne (1994)
- Warcraft II: Tides of Darkness (1995)
- Justice League Task Force (1995)
- Warcraft II: Beyond the Dark Portal (1996)
- Diablo (1996)
- Norse By Norse West: The Return of the Lost Vikings (1997)
- StarCraft (1998)
- StarCraft: Brood War (1998)
- Diablo II (Edycja Kolekcjonerska) (2000)
- Diablo II (2000)
- Warcraft III: Reign of Chaos (Edycja Kolekcjonerska) (2002)
- Warcraft III: Reign of Chaos (2002)
- Warcraft III: The Frozen Throne (2003)
- World of Warcraft (2004)
- World of Warcraft: The Burning Crusade (2007)
- World of Warcraft: Wrath of the Lich King (2008)
- StarCraft II: Wings of Liberty (2010)
- World of Warcraft: Cataclysm (2010)
- Diablo III (2012)